# Aztec Ruins National Monument

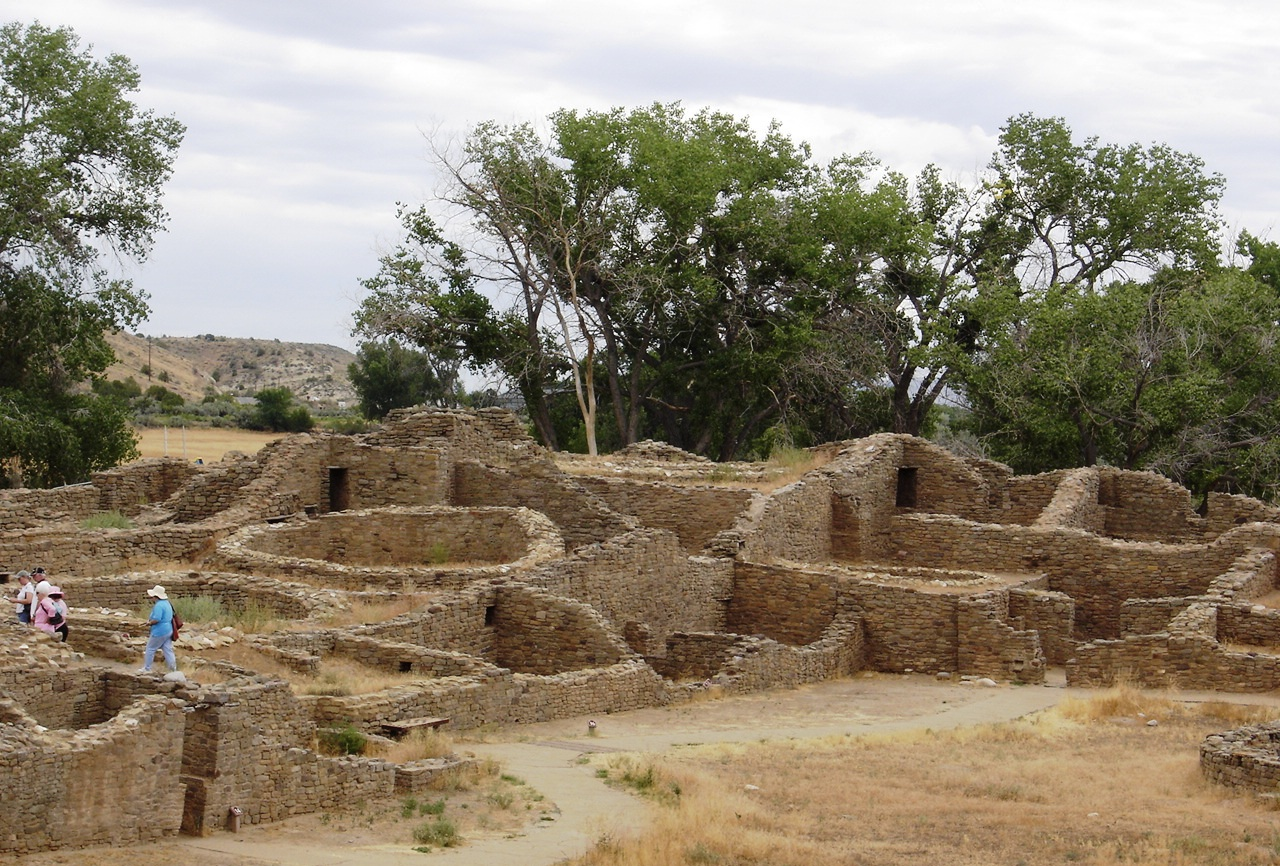
Pozůstatky předkolumbovského osídlení

Aztec Ruins National Monument je americký národní památník ležící v severozápadní části státu Nové Mexiko. Nachází se severovýchodně od města Farmington, poblíž městečka Aztec a jeho nejcennější součástí jsou vedle přírodních krás zříceniny indiánských staveb pueblovitého typu z předkolumbovských dob (11. – 13. století).
Památník byl vyhlášen 24. ledna 1923, 15. října 1966 byl zapsán do Národního registru historických míst a 8. prosince 1987 byl jako součást Chaco Culture National Historical Park zapsán na seznam Světového dědictví UNESCO.